# Albaladuri
Amade ibne Iáia albaladuri (em árabe: أحمد بن يحيى بن جابر البلاذري; romaniz.: Aḥmad ibn Yaḥyā al-Balādhurī; m.  892), mais conhecido simplesmente como albaladuri ou albiladuri foi um historiador persa do século IX. Foi um dos mais proeminentes historiadores do Médio Oriente do seu tempo, e passou a maior parte da sua vida em Bagdade, onde tinha grande influência na corte do califa abássida Mutavaquil. Viajou pela Síria e pelo Iraque, compilando informações para as suas obras maiores. É considerado uma fonte fiável para a história dos primeiros árabes e da expansão islâmica.

## Outras variantes ou grafias do nome
- Amade ibne Iáia ibne Jabir ibne Daud albaladuri (Ahmad ibn Yahya ibn Jabir ibn Dawud al-Baladhuri)
- Amade ibne Iáia ibne Jabir Albiladuri (Ahmad bin Yahya bin Jabir al Biladuri; أحمد بن يحيى بن جابر البلاذري)
- Balazeri Amade ibne Iáia bin Jabir Alboácem (Balazry Ahmad bin Yahya bin Jabir Abul Hasan)
- Alboácem Baladuri (Abi al-Hassan Baladhuri)[5]

## Biografia
Apesar de ser persa de nascimento, aparentemente nutria grande simpatia pelos árabes, pois Almaçudi refere-se a um dos seus trabalhos onde rejeita a condenação feita por Albaladuri ao nacionalismo não árabe Shu'ubiyya.[carece de fontes?] Viveu na corte dos califas Mutavaquil e Almostaim, e foi tutor do filho de Almutaz. Morreu em 892, em resultado duma droga chamada baladur (anacárdio oriental, Semecarpus anacardium), que autores judeus e árabes descrevem como boa para avivar a memória. Segundo a tradição, o nome Albaladuri por que é conhecido deve-se a esse facto.
Aparentemente experimentou a alquimia, pois menciona como se fabricava vidro depois de misturar "ácidos líquidos" com soda e areia. Também menciona como o bronze era produzido misturando cobre e carvão, num processo que ajuda a remover o óxido de zinco. Fala ainda de como colorir vidro misturando vários materiais.[carece de fontes?]

## Obras
A sua obra mais importante que sobreviveu até aos nossos dias é um resumo duma história mais longa, o Kitab Futuh al-Buldan (فتوح البلدان; "Livro das Conquistas das Terras"), o qual foi traduzido para inglês por Philip Khuri Hitti em 1916 e por Francis Clark Murgotten em 1924, que a integrou no seu livro The Origins of the Islamic State ("A Origem do Estado Islâmico"). O Kitab Futuh al-Buldan fala sobre as guerras e conquistas dos Árabes do século VII, e dos acordos feitos com os residentes nos territórios conquistados. Cobre as conquistas de territórios da Arábia, Egito, resto do Norte de África e Península Ibérica, a ocidente, e Iraque, Irão e Sinde, para oriente. A sua história foi muito usada  por escritores posteriores.[carece de fontes?]
Outra obra célebre é o Ansab al-Ashraf (أنساب الأشراف; "Genealogias dos Nobres") que também sobreviveu até à atualidade, uma coleção de biografias organizada por ordem genealógica sobre a aristocracia árabe desde Maomé e seus contemporâneos até aos califas Omíadas e Abássidas. Os seus escritos sobre a ascensão e queda das poderosas dinastias contêm uma moral política. Os seus comentários sobre metodologia são raros, à parte de asserções de exatidão.
Fez também algumas traduções de persa para árabe.